# Santasaari, Kangasala
Santasaari är en ö i Finland. Den ligger i sjön Vesijärvi och i kommunen Kangasala i den ekonomiska regionen Tammerfors och landskapet Birkaland, i den södra delen av landet, 150 km norr om huvudstaden Helsingfors. Öns area är 10,3 hektar och dess största längd är 1,1 kilometer i sydöst-nordvästlig riktning.